# Alex Pledger
Alex John Pledger (Blenheim, 27 marzo 1987) è un cestista neozelandese.

## Carriera
Con la Nuova Zelanda ha disputato due edizioni dei Campionati mondiali (2010, 2019) e tre dei Campionati oceaniani (2009, 2011, 2013).